# 유준후
유준후(2013년 6월 14일 ~ )는 대한민국의 배우이다.

## 출연

### 방송

#### 드라마
- 2018 SBS 여우각시별 - 꼬마 아이 역
- 2019 웹드라마 풍경 風磬 - 바람이 잇다 - 어린 상우 역 (진영 아역)
- 2019 MBN 로스타임 라이프 : 더 라스트 찬스 - 김유건 역 (송유빈 아역)
- 2019 TvN 그녀의 사생활 - 성덕수 역
- 2019 KBS 2TV 동백꽃 필 무렵 - 강필구 역 (김강훈 아역)

## 어린이
- 2020 EBS 1TV 해요와 해요 - 건강해요 - 준후 역
- 2020 EBS 1TV 해요와 해요 - 철학해요 - 준후 역

## 영화
- 2019 82년생 김지영 - 지석 역 (김성철 아역)

## 광고
- 2016 삼성전자 갤럭시 노트 7 - 아빠 편
- 2016 보건복지부 맞춤형 보육
- 2016 그린핑거 썬
- 2017 한샘
- 2019 시디즈
- 2019 이마트×오션월드